# Estaurácio
Estaurácio (em grego: Σταυράκιος), 11 de janeiro de 812) foi imperador bizantino de 26 de julho a 2 de outubro de 811.

## História
Filho do imperador Nicéforo I, o Logóteta, Estaurácio foi coroado co-imperador pelo seu pai em 803. O cronista Teófanes o Confessor relata que havia queixas de violação contra Estaurácio, algo que poderia traduzir a animosidade do cronista para com Nicéforo I. Em 807, Estaurácio casou-se com a ateniense Teófano, parente da imperatriz deposta Irene. 
Estaurácio participou na expedição do seu pai contra Crum da Bulgária em 811, e escapou com vida, a muito custo, da desastrosa batalha de Plisca, na qual o seu pai perdeu a vida.  Estaurácio ficou paralisado por um golpe de espada no pescoço, e foi salvo pela guarda imperial em retirada. Por causa da incerteza quanto ao seu estado de saúde, foi coroado apressadamente em Adrianópolis (atual Edirne), na primeira coroação a ter lugar fora de Constantinopla desde a queda do Império Romano do Ocidente em 476.
Por causa da sua ferida debilitante, Estaurácio nunca pôde exercer de facto o poder. À medida que a sua saúde se degradava, a corte dividiu-se entre as facções da sua mulher, Teófano, e da sua irmã Procópia, a qual esperava que o seu marido Miguel Rangabe viesse a ser escolhido como sucessor do imperador. Quando se tornou evidente que Estaurácio queria designar como sua sucessora Teófano, os partidários de Miguel obrigaram o imperador a abdicar a 2 de outubro de 811. Estaurácio foi viver em um mosteiro, onde morreu a 11 de janeiro de 812.